# Ростоцький Станіслав Йосипович
Ростоцький Станіслав Йосипович (21 квітня 1922, Рибінськ, СРСР — 10 серпня 2001, поблизу Виборга, Росія) — радянський, російський кінорежисер і сценарист. Заслужений діяч мистецтв РРФСР (1964). Народний артист РРФСР (1969). Народний артист СРСР (1974). Лауреат Державної премії СРСР (1970, 1975). Лауреат Ленінської премії (1980). Лауреат ряду міжнародних кінопремій.

## Життєпис
Батько, Ростоцький Йосип Болеславович (1890—1965), був лікарем, а мати Ростоцька Лідія Карлівна (1882—1964) — домогосподаркою.
В 1940 році закінчив школу і поступив в Інститут філософії та літератури.
Через хворобу хребта під час призову 1940 року був визнаний нестройовим. Проте в лютому 1942 року його призвали до війська. Спершу він служив в 46-ій запасній стрілецькій бригаді розташованій біля станції Сурок в Марійській АРСР. У вересні 1943 року Станіслав втік на фронт. Воював він простим солдатом у складі 6-ого гвардійського кавалерійського корпусу. Пройшов з боями від Вязьми до Рівного.
11 лютого 1944 року під Дубном Ростоцького було важко поранено. Кілька місяців він провів у шпиталях у Рівному та Москві, переніс кілька операцій. В серпні 1944 року був звільнений з військової служби як інвалід війни другої групи. За час військової служби Станіслав Ростоцький став кавалером ордену Червоної Зірки.
У вересні 1944 року поступив до Інституту кінематографії в майстерню Г. М. Козинцева. Вчився довго — 7 років, оскільки одночасно з навчанням працював в картинах вчителя на кіностудії «Ленфільм». По закінченню навчання Козінцев рекомендував Ростоцького як режисера, який одразу готовий до роботи в художньому кіні. В 1952 році отримав направлення на кіностудію імені Горького де й пропрацював усе життя.
Два фільми Станіслава Ростоцького номінувалися на премію Американської кіноакадемії — «А зорі тут тихі», «Білий Бім Чорне вухо». Три його картини, згідно з опитуваннями журналу «Советский экран», визнавалися найкращими фільмами року — «А зорі тут тихі», «Доживемо до понеділка», «Білий Бім Чорне вухо».
В 1998 році знявся в багатосерійному телефільмі «На ножах» режисера А. Орлова за романом Лєскова, де грав роль генерала Синтяніна.
Станіслав Ростоцький був автором багатьох статей в журналах «Искусство кино», «Советский экран», глав в збірках спогадів про С. Ейнзенштейна, Г. Козінцева, А. Москвіна, Л. Бикова.
Був членом Спілки кінематографістів СРСР та РРФСР, був головою журі у п'яти Московських міжнародних кінофестивалів (у 1975, 1977, 1979, 1981 та 1983 роках).
- Дружина: Меньшикова Ніна Євгенівна (1928—2007) — радянська, російська актриса. Народна артистка РРФСР.
  - Син: Андрій Ростоцький (1957—2002) — радянський і російський актор, кінорежисер, каскадер. Заслужений артист РРФСР (1991).
    - Онучка — Ольга.

## Фільмографія
Режисерські роботи
- 1955 — Земля і люди
- 1957 — Справа була в Пенькові
- 1959 — Травневі зірки
- 1962 — На семи вітрах
- 196? — Зимові етюди (к/м)
- 1966 — Герой нашого часу
- 1968 — Доживемо до понеділка
- 1972 — А зорі тут тихі
- 1977 — Білий Бім Чорне вухо
- 1979 — Професія — киноактор
- 1980 — Ескадрон гусар летючих
- 1984 — І на камінні ростуть дерева
- 1992 — З життя Федора Кузькіна